# Alexander Wassiljewitsch Morosow
Alexander Wassiljewitsch Morosow (russisch Александр Васильевич Морозов, engl. Transkription Aleksandr Morozov; * 13. Oktober 1939 in Tomsk; † 2003) war ein russischer Hindernisläufer, der für die Sowjetunion startete.
Über 3000 Meter Hindernis wurde er bei den Europameisterschaften 1966 in Budapest Elfter und bei den Olympischen Spielen 1968 in Mexiko-Stadt Fünfter. 1969 gewann er Silber bei den Europameisterschaften in Athen.
Seine persönliche Bestzeit von 8:23,4 min stellte er am 19. August 1969 in Kiew auf.